# Гипно-Хастлер (фильм)
«Ги́пно-Ха́стлер» (англ. Hypno-Hustler) — отменённый американский супергеройский фильм с Дональдом Гловером в главной роли. Должен был быть снят компанией Columbia Pictures по мотивам комиксов Marvel Comics об одноимённом суперзлодее и войти в медиафраншизу «Вселенная Человека-паука от Sony». Сценарий планировал подготовить Майлз Мерфи.
Sony и Гловер приступили к разработке фильма о Гипно-Хастлере к декабрю 2022 года; в этом же месяце к проекту присоединился Мерфи. В декабре 2024 года руководство компании отменило ленту из-за многочисленных провальных релизов во франшизе.

## В ролях
- Дональд Гловер — Гипно-Хастлер[1]

## Производство
В декабре 2022 года Sony Pictures объявила о начале разработки фильма про Гипно-Хастлера, являющегося частью их общей вселенной связанных с Человеком-пауком персонажей Marvel — «Вселенной Человека-паука от Sony». Дональд Гловер был утверждён на главную роль в картине, а также стал её продюсером. Майлз Мерфи был назначен сценаристом. Ранее Гловер озвучил Майлза Моралеса / Человека-паука в мультсериале Disney XD «Великий Человек-паук» (2015) и сыграл Аарона Дэвиса в игровом фильме медиафраншизы «Кинематографическая вселенная Marvel» «Человек-паук: Возвращение домой» (2017). Гловера привлекла возможность показать историю Гипно-Хастлера, отличную от комиксов, и участие Майлза Мерфи. Борис Кит из The Hollywood Reporter отметил, что фильм мог бы исследовать различные музыкальные жанры (например, диско), а также стать современным переосмыслением хип-хопа или футуристической киберпанк-версией.
В декабре 2024 года студия приняла решение отменить все планировавшиеся для «Вселенной Человека-паука от Sony» проекты — в том числе «Гипно-Хастлер» — по причине провала кинокомикса «Крейвен-охотник».